# 恋人の歌がきこえる (曲)
『恋人の歌がきこえる』（こいびとのうたがきこえる）は1989年10月25日に発売されたTHE ALFEE33枚目のシングル。

## 概要
「白夜 -byaku-ya-」以来6作振りに高見沢単体でリード・ヴォーカルを務める。また、「WEEKEND SHUFFLE -華やかな週末-」以来3作振りにオリジナル・アルバムへの収録が見送られた。
日本テレビ系ドラマ『恋人の歌がきこえる』の主題歌として使用された。
シングル・レコードを、一般向けにリリースしたのは本作が最後である。

## 収録曲
1. 恋人の歌がきこえる
  - 作詞・作曲：高見沢俊彦、編曲：THE ALFEE with 武部聡志
2. Alone -それでも道はつづく-
  - 作詞・作曲：高見沢俊彦、編曲：THE ALFEE

## 収録作品
- THE ALFEE THE BEST（#1）
- THE ALFEE SINGLE HISTORY VOL.III 1987-1990（#1,2）
- THE ALFEE 單曲全集二（#1）
- THE ALFEE EMOTIONAL LOVE SONGS（#1）
- THE ALFEE 30th ANNIVERSARY HIT SINGLE COLLECTION 37（#1）

## 品番
- EP：PCKA-00001
- CD：PCDA-00015
- CT：PCSA-00012